# Super Nova Racing
Super Nova Racing is een Engels Formule 3000/GP2-team.

## Geschiedenis
David Sears richtte in 1991 het Super Nova Racing Team op dat ging deelnemen aan het All Japan Formula 3 Championship. Het team werd oorspronkelijk opgericht om coureur Taki Inoue in de Formule 1 te helpen. Inoue's ouders richtten het team Super Nova op, waar David Sears de scepter zwaaide. Het team werd maar één keer kampioen, in 1992. Sears besloot over te stappen naar de Formula 3000. In 1994 behaalde het team weinig succes en werd zesde, maar in 1995 werd het eerste en tweede in het kampioenschap. In 1996 werd een van hun rijders vicekampioen met Kenny Bräck, daarna werd het in 1997 en 1998 kampioen met Ricardo Zonta en Juan Pablo Montoya. Na deze kampioenschappen werd het team drie keer achter elkaar vicekampioen met Jason Watt, Nicolas Minassian en Mark Webber. In 2002 werd het eindelijk weer kampioen met Sébastien Bourdais. Na twee mindere jaren stapte het team van Sears over naar de GP2 en werd het in het eerste seizoen derde en in 2006 achtste. In 2007 probeerde het team de titel te behalen met Luca Filippi en Mike Conway, maar Filippi eindigde als tweede in het kampioenschap en Conway als veertiende.